# Рогозна
Рогозна је планина 10-12 км југоисточно од Новог Пазара. Пружа се правцем југозапад-североисток у дужини од око 20 км. Смештена је у троуглу који сачињавају река Рашка горњи и средњи ток Ибра, Долинама притока тих река рашчлањена је на дугачке косе веома стрмих страна. Највеће узвишење је Црни врх 1.504 м.
Рогозна се састоји највећим делом од вулканских стена андезита, дацита, риолита и њихових туфова, а у североисточном делу од кристаластих шкриљаца горњо - карбонске старости и стена дијабаз-рожначке формације. Обрасла је густим шумама.
Преко Рогозне је пролазио каравански пут који је повезивао Босну са Скопљем и Солуном. Њима се највећим делом кретала трговина све до изградње ибарске железнице, када је варошица Рашка преузела главну улогу утоварно-истоварне станице за робу већег дела Новопазарског санџака.
Снажна вулканска активност створила је услове за појаву рудних жица (галенит, пирит, сфалерит) које су у средњем веку експлоатисане, о чему сведоче остаци троске и други рударски трагови. На поменутом караванском путу постојала је у средњем веку рударска варош Рогозно, са рударима Сасима и далматинским трговцима. На Рогозини су остаци средњовековног града Јелеча, око којег је постојала истоимена жупа.

## Галерија
- Јелач град.
- Јелач град.
- Јелач град.
- Јелач град.
- Јелач град.
- Јелач град.
- Јелач град.
- Поглед са Јелач града.
- Јелач град.
- Јелач град.
- Јелач град.
- Јелач град.
- Јелач град.
- Јелач град.
- Рогозна у јесен.